# Tormod Haugen
Tormod Haugen (12 de mayo de 1945, Trysil-18 de octubre de 2008) fue un escritor noruego.

## Biografía
Fue educado en la Universidad de Oslo, y su primera novela a partir de 1973 fue Som i Ikke fjor(No como el año pasado). Después de su debut, escribió muchos libros, principalmente inspirado en los jóvenes y los libros para niños, y se convirtió en uno de los escritores más reconocidos de la literatura infantil en los países escandinavos.
Un tema recurrente en sus escritos es el niño solitario cuyos sentimientos y deseos son ignorados por el mundo adulto, y que como consecuencia de esto termina en situaciones que están fuera de su control.
Él fue el ganador del prestigiado Premio Hans Christian Andersen en 1990.

## Obras
- 1973 -No como el año pasado
- 1974 -Este verano - tal vez
- 1975 -Pájaros de la noche
- 1976 -Zeppelin
- 1977 -Synnadrøm
- 1979 -Joaquín
- 1980 -El castillo blanco
- 1983 -El día que desapareció[3]
- 1984 -Lugar de invierno
- 1986 -Novela sobre Merkel Hansen y el invierno de Donna y el gran escape
- 1986 -Secretos detrás de las puertas
- 1988 -Farlig ferd
- 1989 -La Jungla
- 1991 -Lagartos vienen
- 1992 - Tsarens juveler
- 1993 -En busca de la señorita detective
- 1996 - Jorge y Gloria (y Eduardo)
- 1997 -Amor y dolor (y Taj Mahal)
- 1998 -Jelou y gudbay (o la lluvia de otoño)
- 1999 -Luftvandreren
- 2001 -A la luz de la luna llena
- 2002 -La princesa y el Dragón
- 2005 -Doris Day y Tordnveer